# Whangara
Whangara ist eine kleine Siedlung im Gisborne District auf der Nordinsel von Neuseeland.

## Geographie
Die Siedlung befindet sich zwischen der rund 15 km südwestlich gelegenen Stadt Gisborne und dem 22 km nordöstlich gelegenen Ort Tolaga Bay, 5 km südwestlich des Kaps Gable End Foreland. Der New Zealand State Highway 35 führt 2 km westlich an der Siedlung vorbei.

## Medien
Whangara wurde durch den Roman und Film Whale Rider bekannt, da in der Siedlung ein Teil des Films gedreht wurde.